# Poligono (casa editrice)
Poligono è stata una casa editrice italiana fondata a Milano nel 1945 e che ha cessato l'attività negli anni '50.

## Storia
Nata dall'acquisizione di una tipografia, iniziò le pubblicazioni nel 1945, inaugurando collane di cinema e arti performative, fotografia, architettura, dirette da personaggi quali Glauco Viazzi, Ugo Casiraghi, Paolo Grassi, Aldo Buzzi, con un impianto grafico curato da Luigi Veronesi, affiancato, per le illustrazioni, da Fulvio Bianconi. Tra gli altri autori si ricordano Corrado Terzi, Emilio Villa, Gianni Brera (che curò nel 1947 un'edizione delle Commedie di Molière), Mario Labò, Maria Adriana Prolo, Francesco Pasinetti. Chiuse le pubblicazioni verso la metà degli anni '50.